# Pfarrkirche Aschach an der Donau

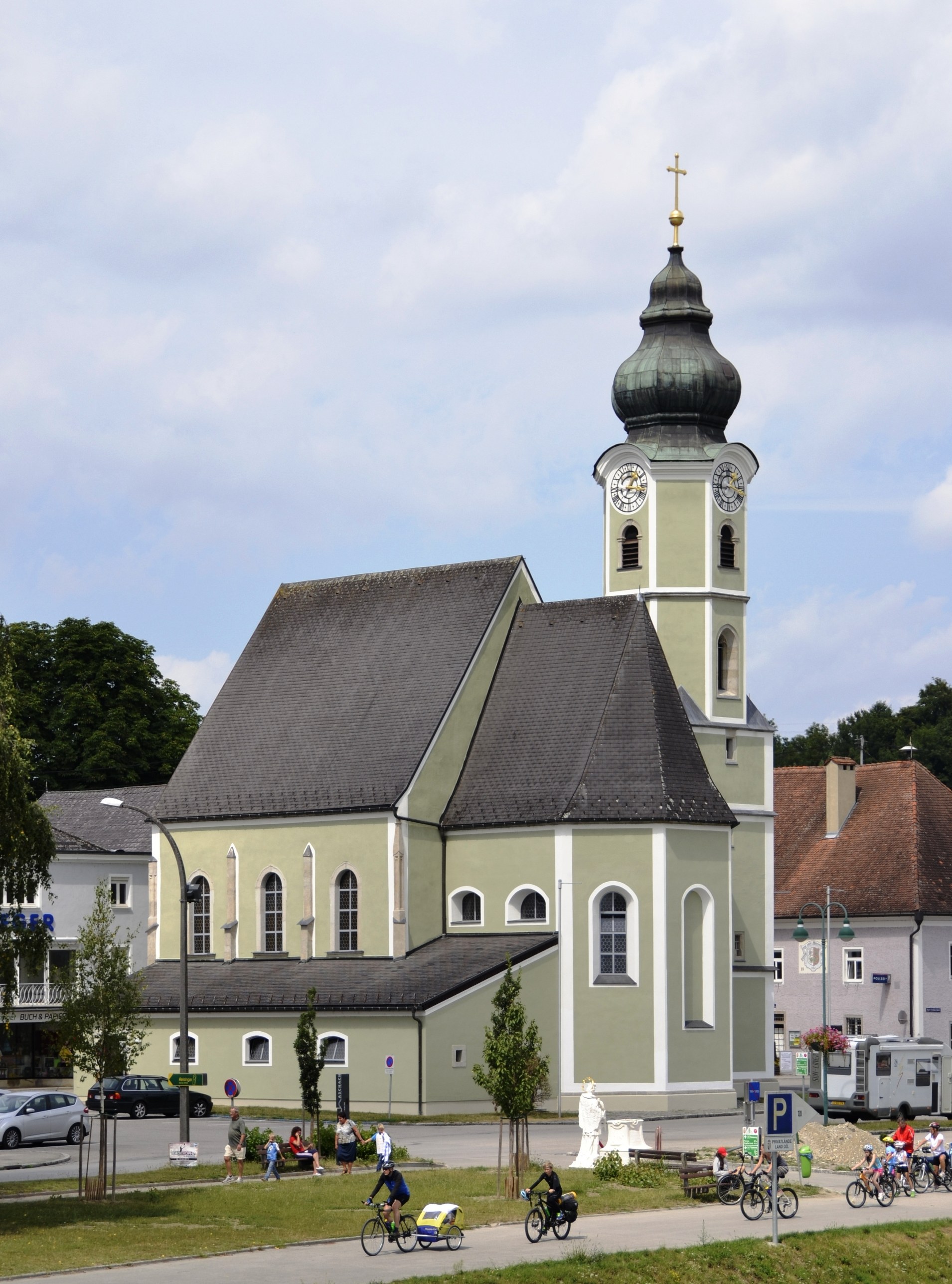
Kath. Pfarrkirche hl. Johannes der Täufer in Aschach an der Donau

Die römisch-katholische Pfarrkirche Aschach an der Donau mit dem Patrozinium Johannes der Täufer steht im Ort Aschach in der Marktgemeinde Aschach an der Donau im Bezirk Eferding in Oberösterreich. Seit dem 1. Jänner 2023 gehört Aschach als Pfarrteilgemeinde zur Pfarre Eferdinger Land der Diözese Linz. Die Kirche steht unter Denkmalschutz (Listeneintrag).

## Geschichte
Eine Kirche wurde 1371 urkundlich genannt. Um 1490 erfolgte ein Neubau der Kirche. Der spätgotische Kern der Kirche wurde barockisiert. Die Kirche, die lange Zeit Filialkirche der Pfarrkirche Hartkirchen gewesen war, wurde 1784 zur Pfarrkirche erhoben und gehört seit 2023 zur Pfarre Eferdinger Land. 
Das 1935 an der Außenseite angebrachte Kriegerdenkmal wurde 1942 auf den sogenannten Ehrenhain übersiedelt.

## Architektur
An das einschiffige dreijochige stichkappentonnengewölbte Langhaus schließt ein einjochiger Chor mit einem Fünfachtelschluss an, der einen Achsknick nach Norden aufweist. Das ehemalige Kreuzrippengewölbe des Chores wurde barockisiert. An der nördlichen Langhausseite wurde im Anfang des 18. Jahrhunderts eine Empore angebaut. Der Turm im nördlichen Chorwinkel hat ein gotisches Geschoß mit ehemaligen Schallfenstern mit Kleeblattbogen und zwei obere Geschoße ins Achteck übergeführt. Der Turm trägt einen spätbarocken Zwiebelhelm. Der Chorschluss zeigt nördlich einen spätgotischen Schlussstein.

## Ausstattung
Der frühklassizistische Hochaltar um 1784 zeigt ein bemerkenswertes Bild der Muttergottes mit Johannes der Täufer und Nikolaus aus dem Ende des 17. Jahrhunderts; im Auszug wurde das wundertätige so genannte „Alte Donaukreuz“ installiert, das 1693 bei einem Eisstoß aus der Donau geborgen wurde. Bei der modernen Umgestaltung der Kirche durch Clemens Holzmeister wurden Seitenaltäre und Kanzel entfernt und durch Statuen der Heiligen Michael und Florian ersetzt.
Bemerkenswerte Einzelstücke sind ein spätgotisches Ölbergrelief mit der Jahresangabe 1489, die Weiheinschrift von 1490, ein Fragment vom Grabstein des Bauherrn Sigmund von Schaunberg († 1498), eine Pietà aus dem 18. Jahrhundert und das sog. „Kripperlboot“, eine Weihnachtsszene auf einem Donauboot vor der Kulisse Aschachs, geschnitzt 1984 von dem Bildhauer Ägidius Gamsjäger.
Es gibt eine Glocke aus 1717.